# تيم ماكورماك
تيم ماكورماك (بالإنجليزية: Tim McCormick)‏ مواليد 10 مارس 1962 في ديترويت، هو لاعب كرة سلة أمريكي سابق. بدأ مسيرته الاحترافية في سنة 1984. تم اختياره من قبل فريق كليفلاند كافالييرز خلال الدرافت. يبلغ طوله 6 قدم 11 بوصة (2.1 م). اعتزل اللعب في 1992. أحرز خلال مسيرته في الإن بي إيه 4030 نقطة بمعدل 8.3 نقاط في المباراة الواحدة.

## المسيرة الاحترافية
لعب مع سياتل سوبرسونيكس من سنة 1984 إلى 1986، ثم لعب مع فيلادلفيا سفنتي سيكسرز من سنة 1986 إلى 1988، ثم لعب مع بروكلين نتس في سنة 1988، ثم لعب مع هيوستن روكتس من سنة 1988 إلى 1990، ثم لعب مع أتلانتا هوكس في موسم 1990–1991، ثم لعب مع نيويورك نيكس في موسم 1991–1992.

## روابط خارجية
- تيم ماكورماك على موقع إن بي أي (الإنجليزية)
- تيم ماكورماك على موقع سبورتس رفرنس (الإنجليزية)
- تيم ماكورماك على موقع كلية كرة السلة في سبورتس رفرنس.كوم (الإنجليزية)
- تيم ماكورماك على موقع ريلجم (الإنجليزية)
- تيم ماكورماك على موقع بروبوليرز (الإنجليزية)